# Chuo-ku (Kobe)
Chuo-ku (中央区, Chūō-ku) is een van de negen wijken van de stad Kobe in prefectuur Hyogo, Japan. De wijk beslaat een oppervlakte van 28,39 km². Op 1 maart 2008 waren er 119.685 inwoners.
Als symbool heeft de wijk de bloem Petunia.